# Bar (Oekraïne)
Bar (Oekraïens: Бар) is een stad en gemeente in de Oekraïense oblast Vinnytsja op de grens van het midden en westen van Oekraïne. De stad is de hoofdplaats van het gelijknamige rajon Bar en telde in 2005 ongeveer 17.340 inwoners. Bar ligt in een heuvelachtig landschap aan de noordzijde van de rivier de Rov in de historische landstreek Podolië.
De stad ligt hemelsbreed ongeveer 250 km ten zuidwesten van Kiev, over de weg is het 312 km.

## Geschiedenis

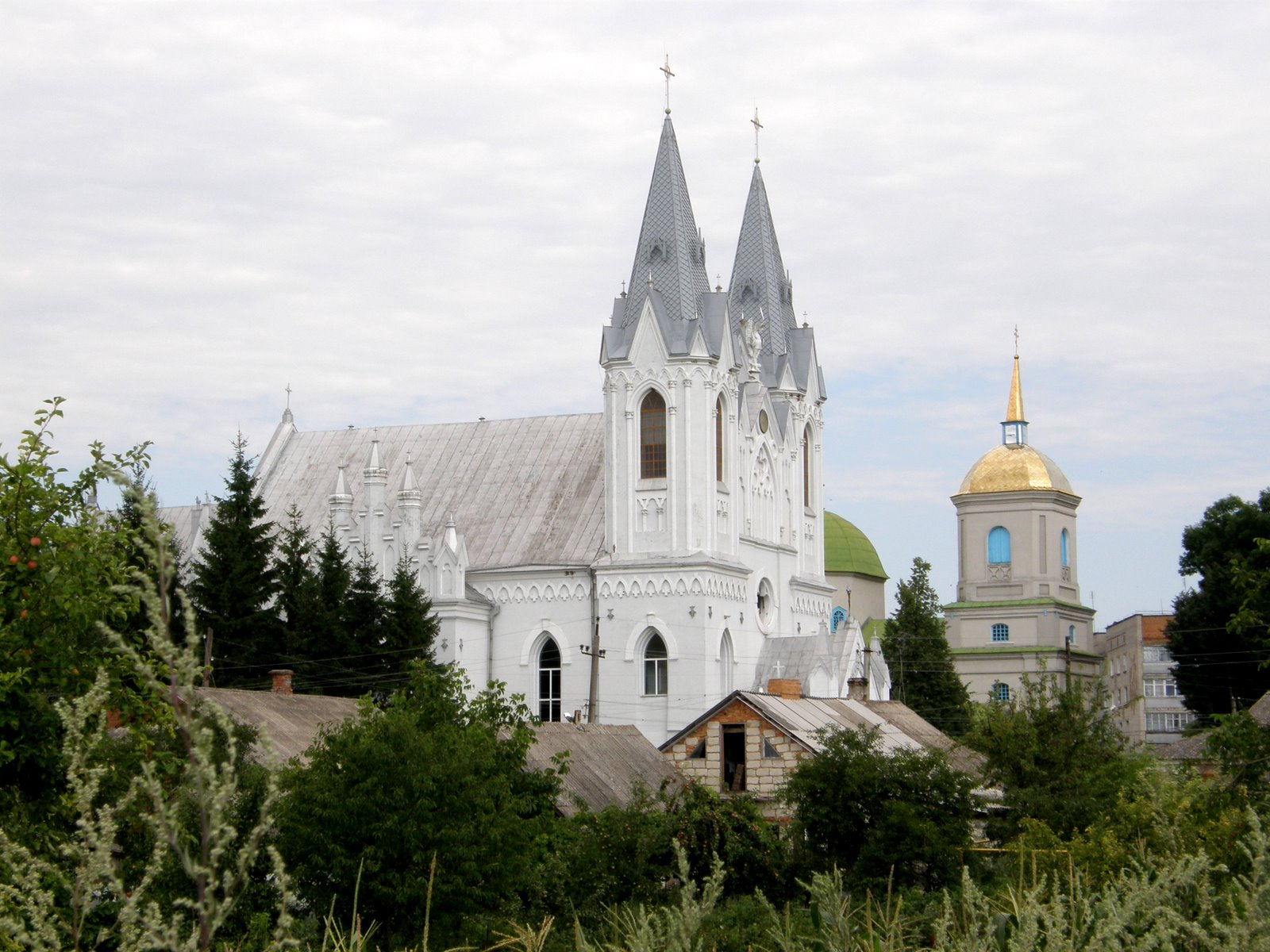
Rooms-katholieke St. Annakerk in Bar, daterend uit 1811

De stad had in de 14e eeuw de naam Riv. In 1452 werd de plaats door Tataren verwoest. De nieuw opgebouwde stad kreeg de naam Bar. Aan het begin van de 16e eeuw liet de Poolse koningin Bona Sforza hier een grote vesting bouwen, de tweede in grootte van Podolië. Van 1672–1674 en van 1675–1699 was de stad een deel van het Osmaanse Rijk. De Ottomanen behielden de stad tot 1686 (in naam tot 1699). De stad werd tussen 1686 en 1699 afwisselend door de Turken en de Polen ingenomen en vernield.
In 1768 werd hier de confederatie van Bar gesticht. Na de Tweede Poolse Deling in hetzelfde jaar bestormden Russische troepen van generaal Petr Kretsjetnikov de stad en vernielden de vesting. De plaats ging behoren tot het Keizerrijk Rusland als gouvernement Podolië.

## Economie
Sinds de jaren 1970 staat in Bar een compressorstation van de indertijd gebouwde aardgasleiding Droesjba-Trasse; sinds de jaren 1980 staat er ook een van de aardgasleiding van Urengoi naar Oezjhorod.
In Bar is een producent van vruchtensappen gevestigd, een bottelarij van mineraalwater, een machinefabriek,, een kippenslachterij en een kledingfabriek.
In het begin van de 21e eeuw zijn enkele zonneparken aangelegd met een capaciteit van respectievelijk 6,05 MW, 2,8 MW, 7 MW en ten slotte in 2016 een park voor 6,1 MW. De totale capaciteit is daarmee eind 2016 op 21,85 MW gekomen.

## Bevolking

### Bevolkingsontwikkeling
In het jaar 1850 bedroeg de bevolkingsomvang ongeveer 3340 personen, in 2016 waren er rond de 16.400 inwoners, iets dalend naar 16.136 in 2018.
Onderstaande grafiek geeft een beeld van het historisch verloop:
| Bevolkingsontwikkeling in Bar | Bevolkingsontwikkeling in Bar | Bevolkingsontwikkeling in Bar | Bevolkingsontwikkeling in Bar | Bevolkingsontwikkeling in Bar | Bevolkingsontwikkeling in Bar | Bevolkingsontwikkeling in Bar | Bevolkingsontwikkeling in Bar | Bevolkingsontwikkeling in Bar | Bevolkingsontwikkeling in Bar | Bevolkingsontwikkeling in Bar | Bevolkingsontwikkeling in Bar |
| Year                          | Totale bevolking              | Oekraïens                     | Russisch                      | Orthodox                      | Rooms-Katholiek               | Overig                        | Joods                         | Moslim                        | Geen religie vermeld          | Oekraïner                     | Niet-Oekraïner                |
| ----------------------------- | ----------------------------- | ----------------------------- | ----------------------------- | ----------------------------- | ----------------------------- | ----------------------------- | ----------------------------- | ----------------------------- | ----------------------------- | ----------------------------- | ----------------------------- |
| 1850                          | 3,341                         |                               |                               | 1,041                         | 2,000                         |                               |                               |                               |                               | 3,000                         | 0,341                         |
| 1870                          | 6,000                         |                               |                               | 2,709                         | 3,506                         |                               |                               |                               |                               | 3,901                         | 2,450                         |
| 1891                          | 13,761                        | 13,200                        | 0,561                         | 12,000                        | 1,561                         | 0,100                         | 0,100                         |                               |                               | 13,500                        | 0,261                         |
| 1900                          | 9,735                         | 1,170                         | 7,761                         | 4,495                         | 4,987                         | 0,191                         | 0,105                         |                               |                               | 5,837                         | 3,898                         |
| 1910                          | 11,524                        | 1,456                         | 8,669                         | 5,324                         | 5,547                         | 0,426                         | 0,217                         |                               |                               | 6,743                         | 4,781                         |
| 1930                          | 12,412                        | 1,871                         | 9,305                         | 4,953                         | 6,601                         | 0,458                         | 0,222                         |                               |                               | 9,269                         | 3,142                         |
| 1950                          | 14,547                        | 2,060                         | 11,131                        | 5,855                         | 7,483                         | 0,616                         | 0,264                         |                               |                               | 11,886                        | 2,661                         |
| 1970                          | 17,361                        | 1,965                         | 11,155                        | 9,055                         | 6,539                         | 2,259                         | 0,312                         | 0,959                         | 0,616                         | 11,510                        | 5,851                         |
| 1990                          | 17,104                        | 0,961                         | 11,241                        | 7,957                         | 3,449                         | 3,922                         | 0,244                         | 0,475                         | 2,974                         | 9,881                         | 7,223                         |
| 2013                          | 16,442                        | 16,200                        | 0,242                         | 10,000                        | 6,000                         | 0,100                         | 0,100                         | 0,101                         | 0,140                         | 16,342                        | 0,100                         |

### Taal
Het Oekraïens wordt beheerst door 95,5% van de bevolking in Bar. Voor 70% van de bevolking is het ook de spreektaal; 20% spreekt in het dagelijks leven Russisch en 9% spreekt Pools.

## Bezienswaardigheden

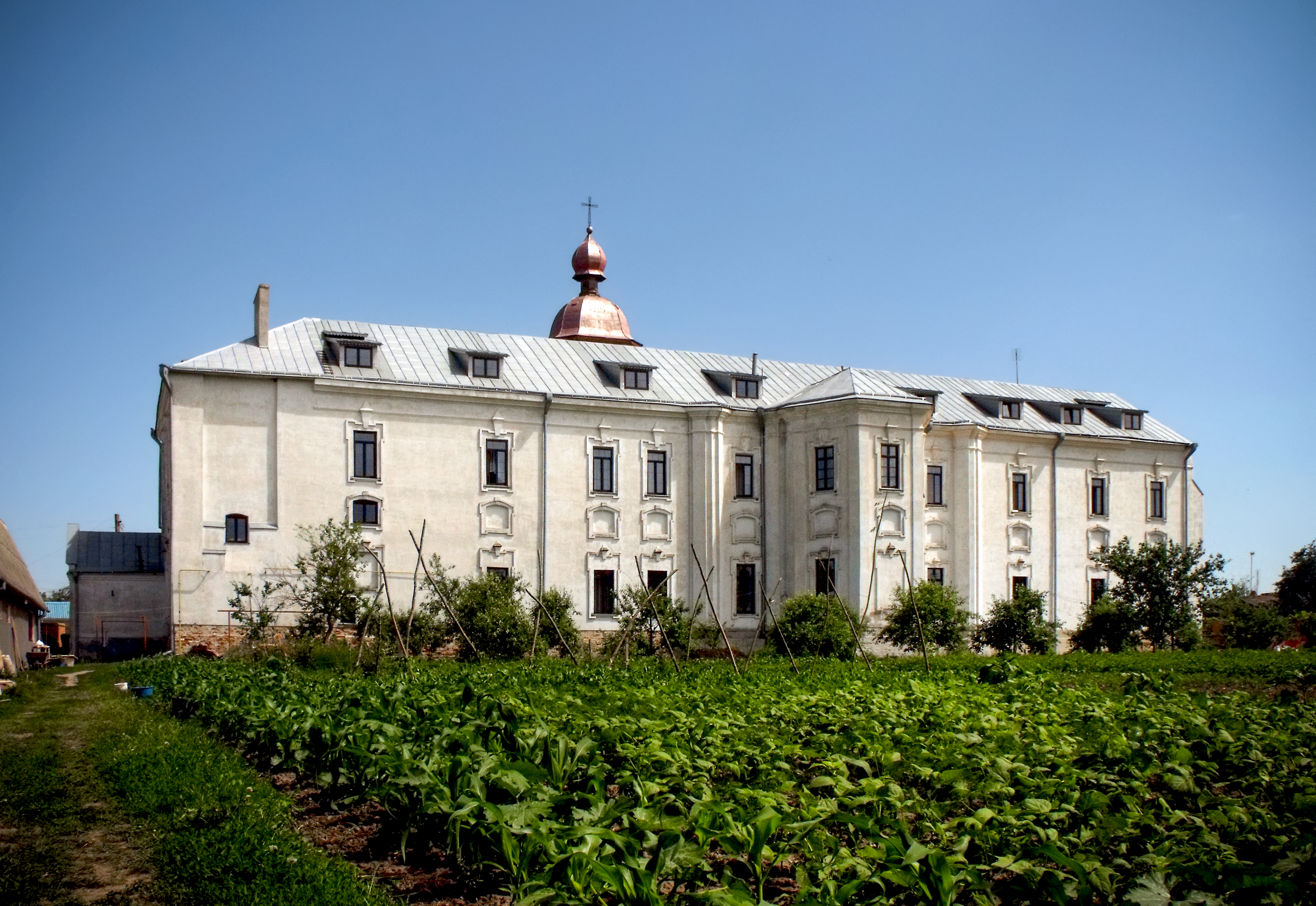
Karmelitessenklooster

- Pokrovsky klooster, bekend als Karmelitessenklooster sinds 1616.
- De overblijfselen van de muren van de vesting bevinden zich in het park.
- Het huis waarin de schrijver Michail Kotsjoebinsky woonde.
- Kerk van Sint Anna uit 1811.
- Schoolgebouw uit 1907.
- Historische woningen en gebouwen in het centrum van de stad, 19e en begin 20e eeuw.

## Geboren in Bar
- Viktor Bunjakovski (1804–1889), Russisch wiskundige
- Jacobo Timerman (1923–1999), Argentijns uitgever en schrijver
- Leon Mały (* 1958), Rooms-Katholiek bisschop in Lemberg

## Afbeeldingen

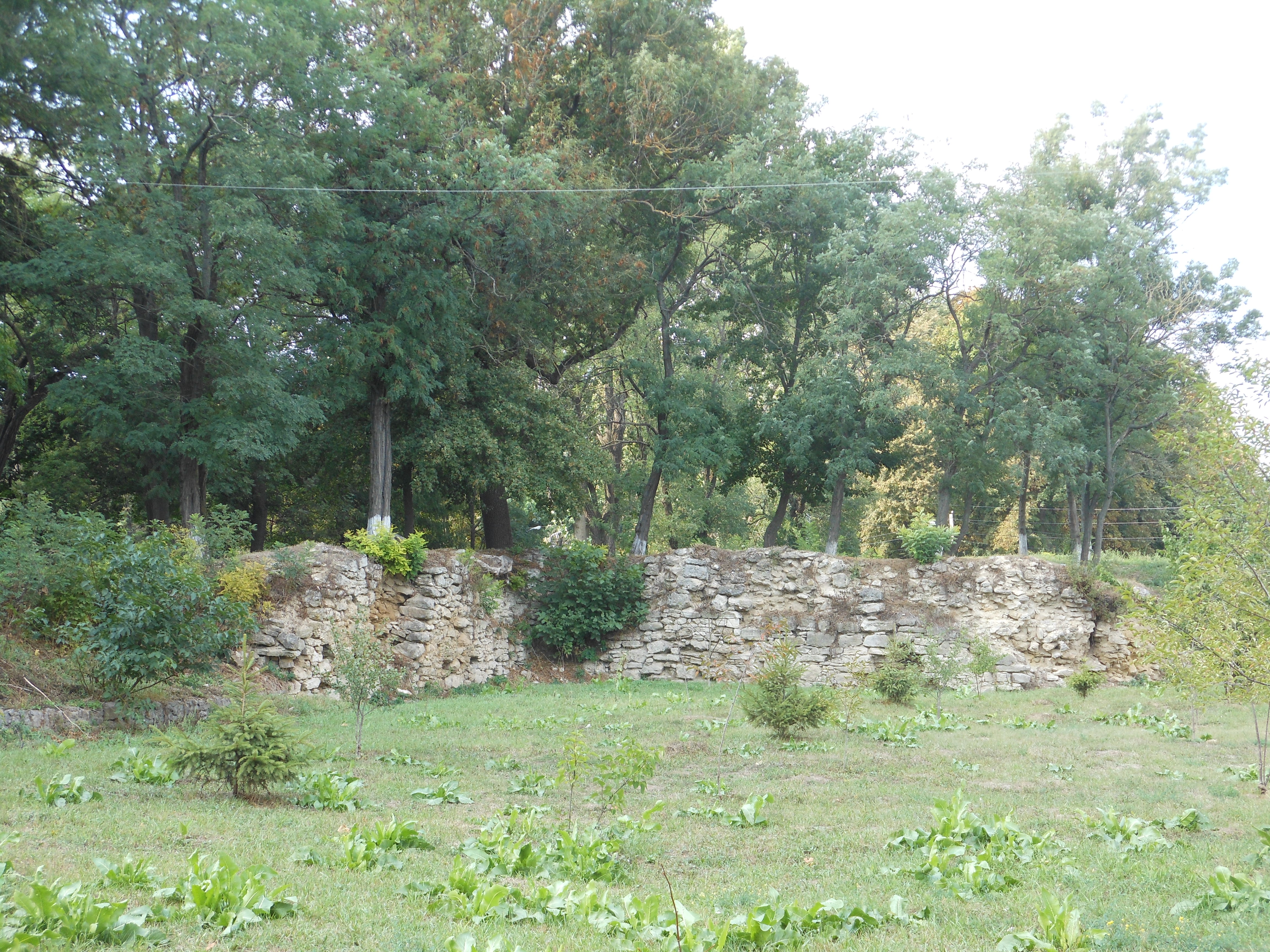
Ruïne vestingmuren, 1538-1636
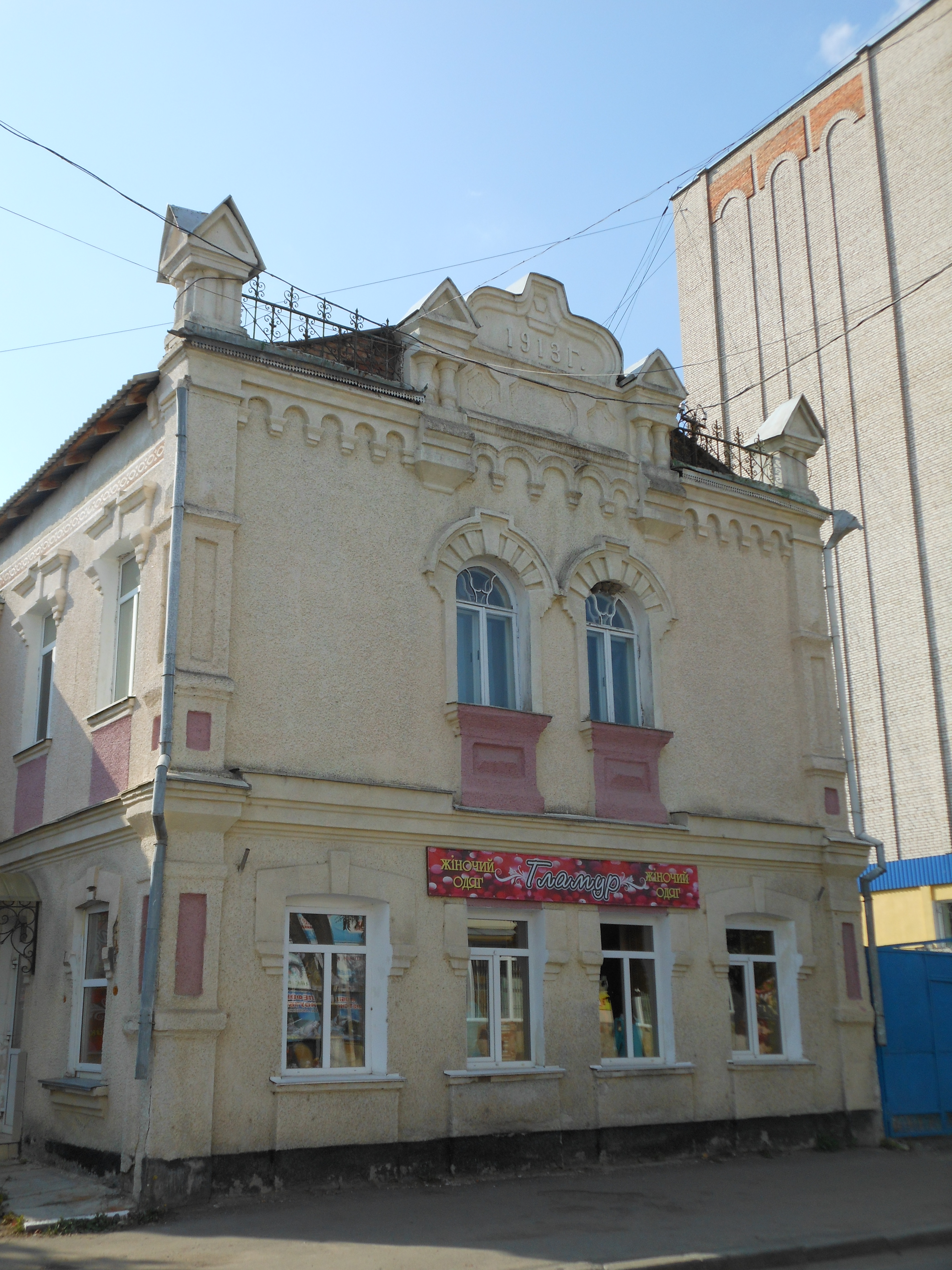
Woonhuis (1913)
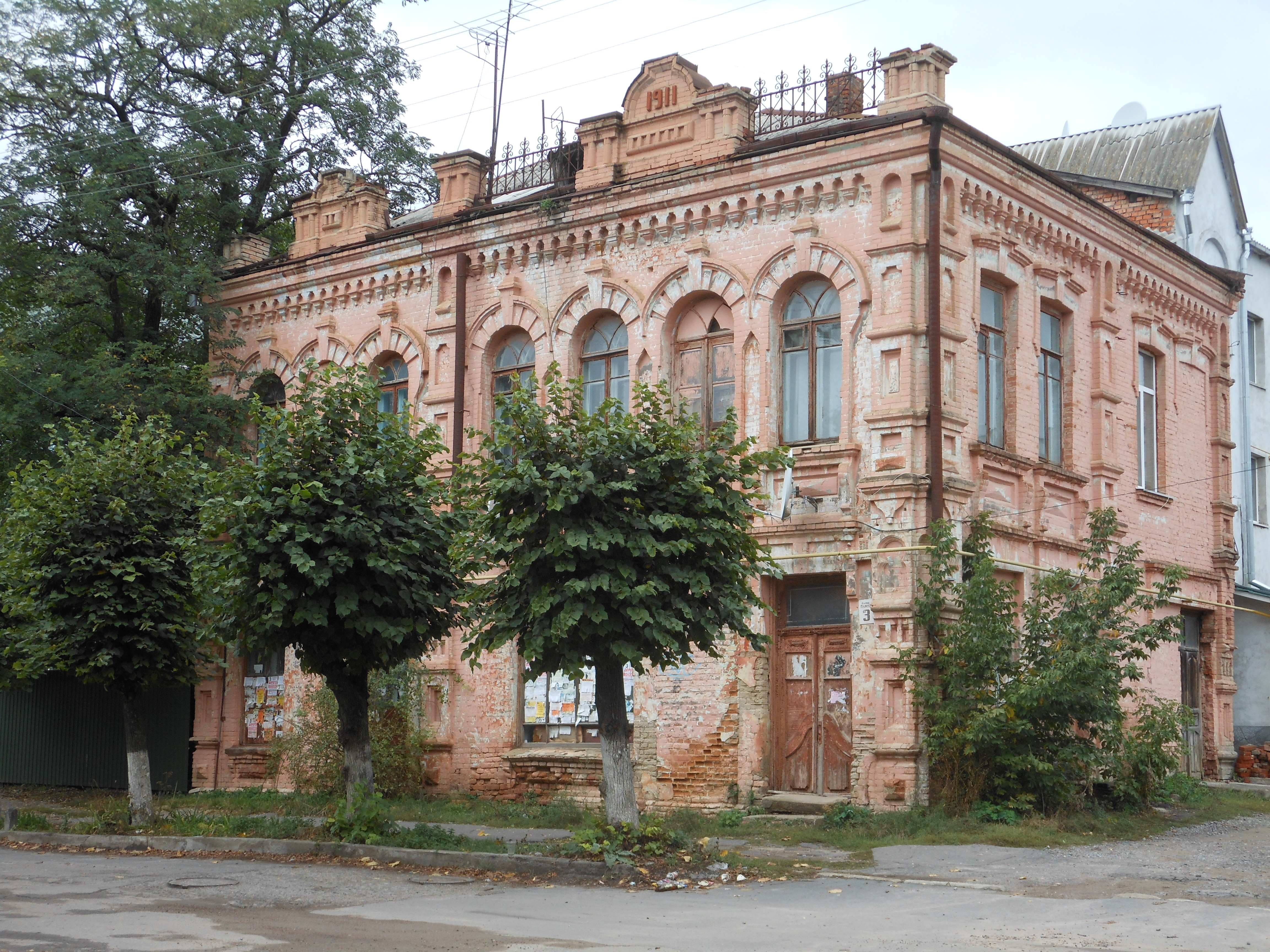
Woonhuis (1911)
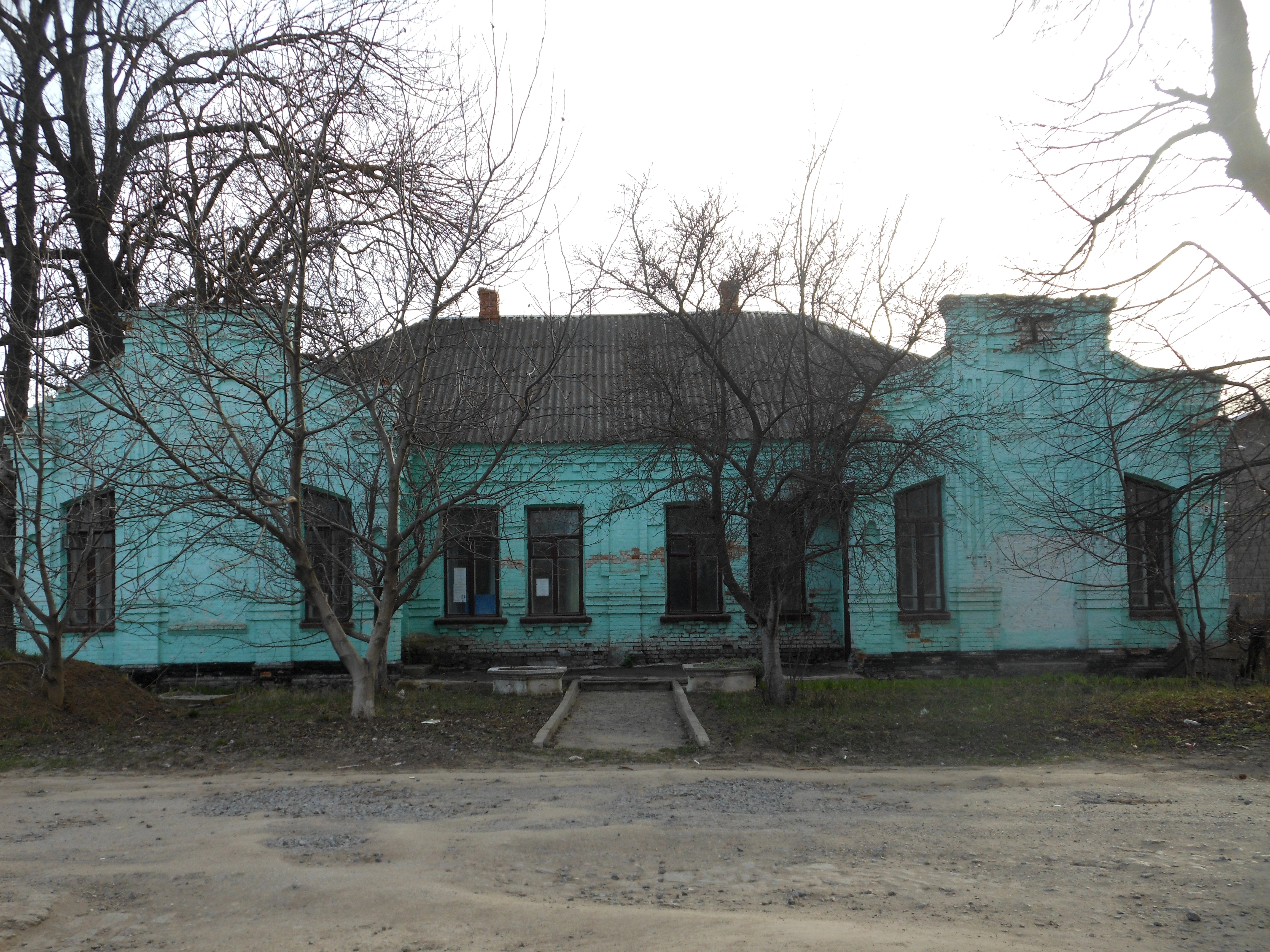
Woonhuis begin 20e eeuw
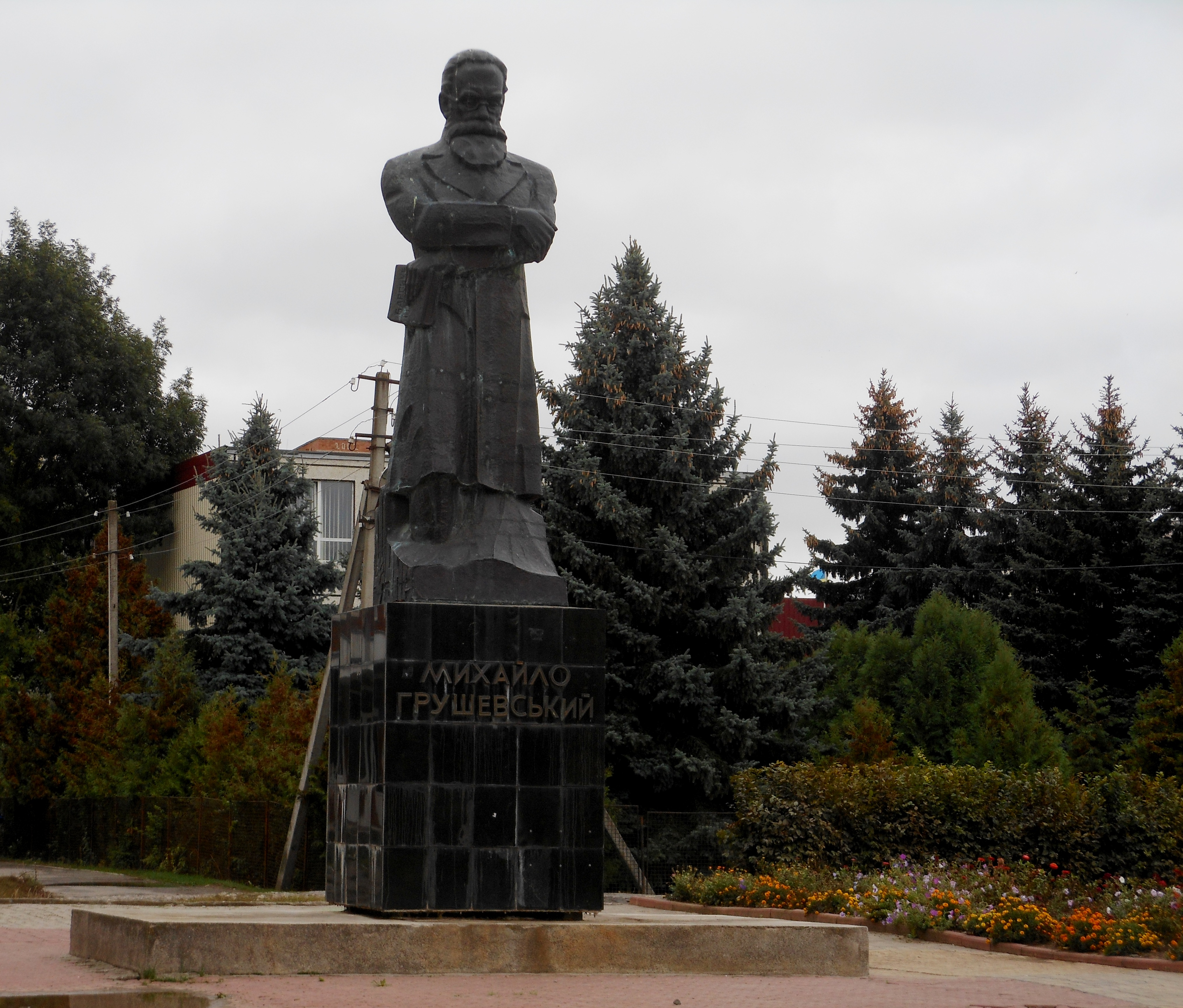
Monument Michail Chroestsjov, historicus (1866-1934)
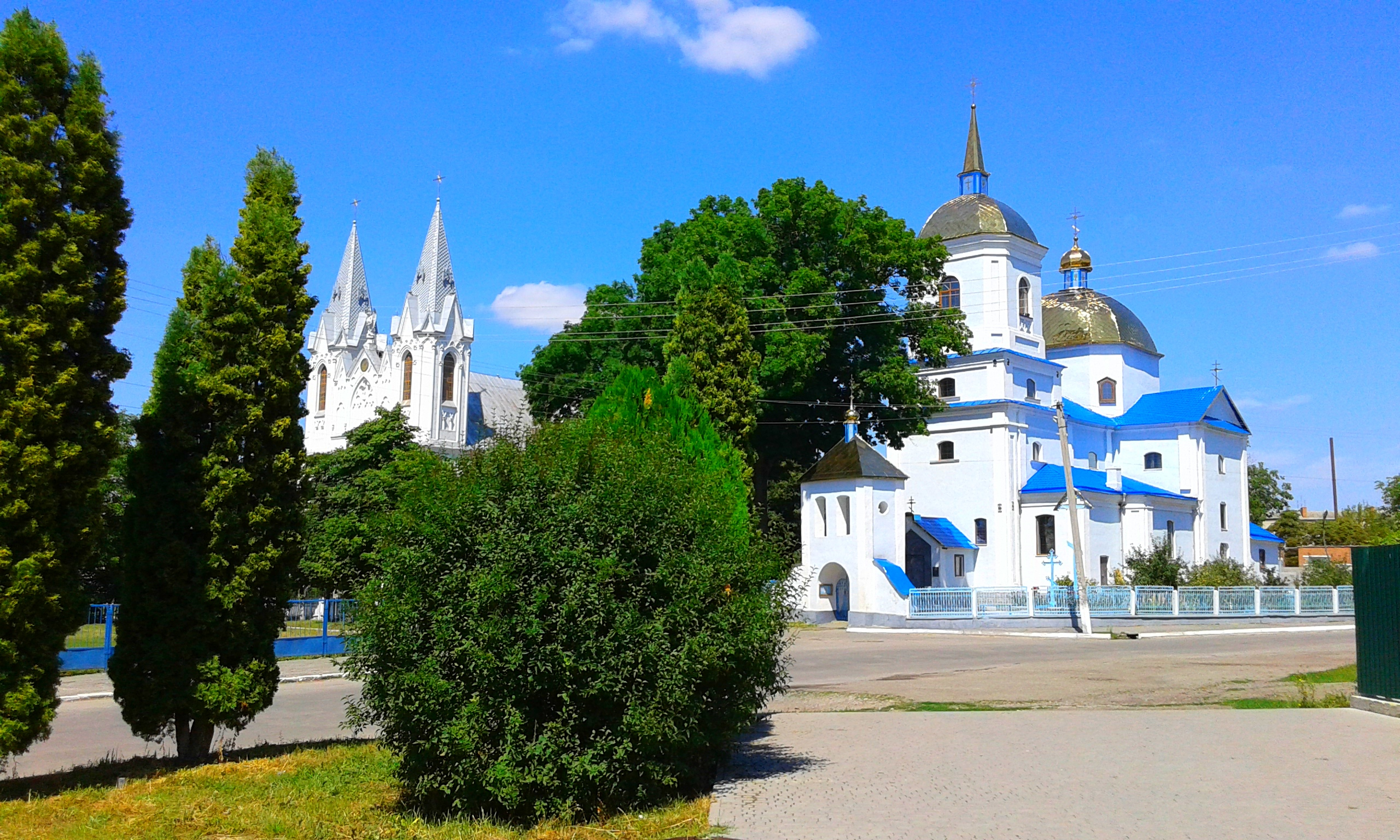
Katholieke (links) en Orthodoxe Kathedraal (rechts) in Bar
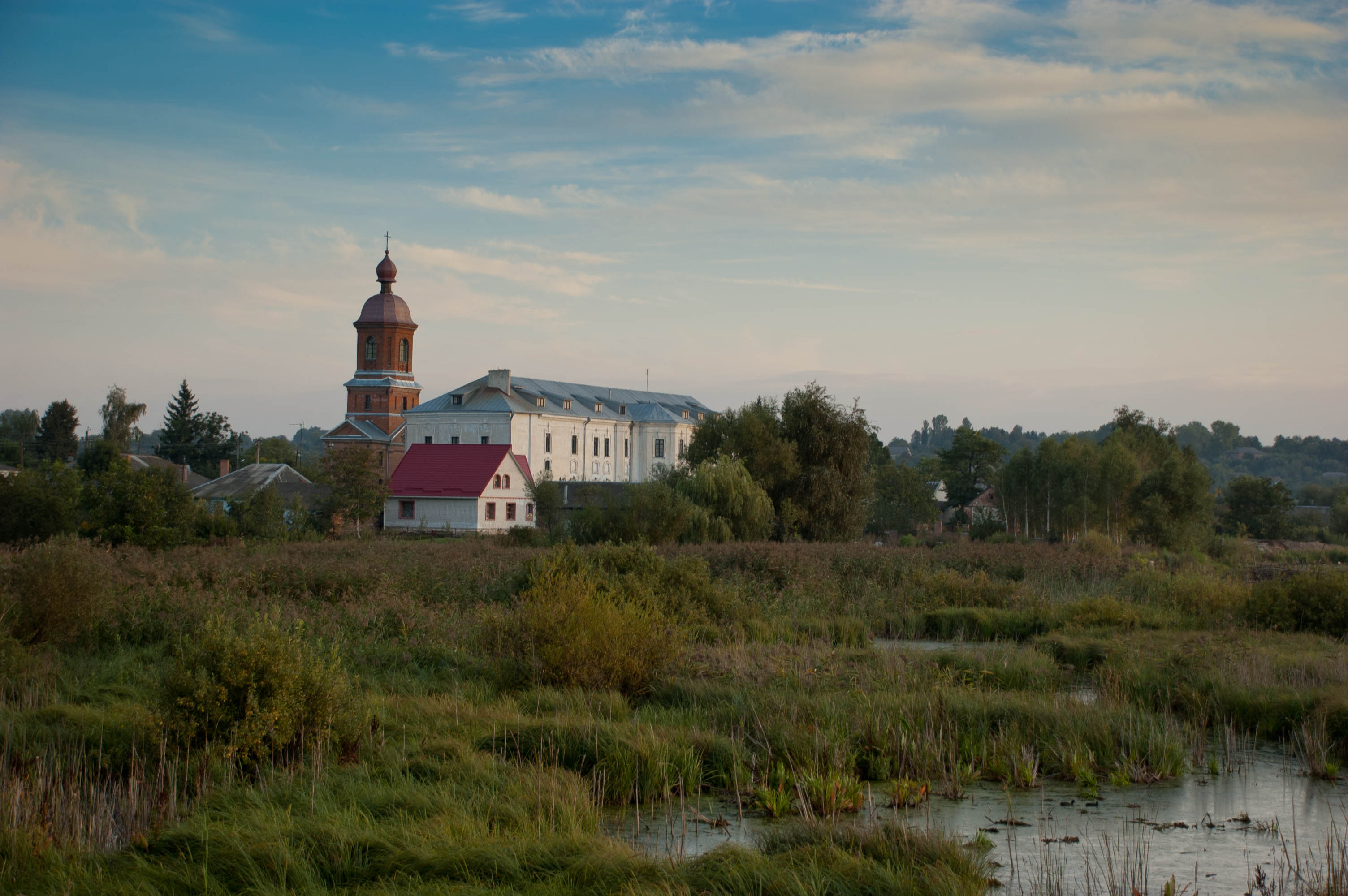
Karmelitessenklooster met klokkentoren
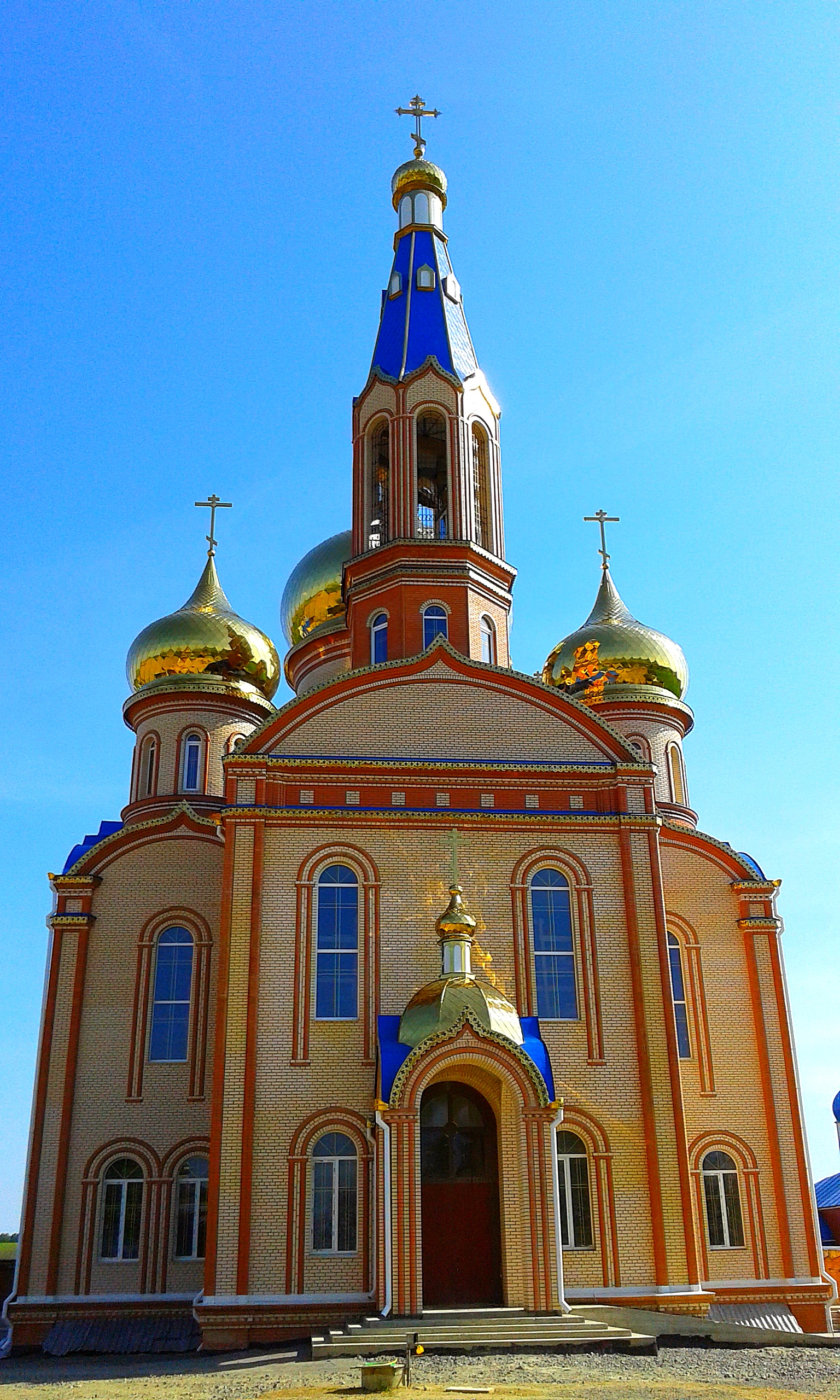
Nieuwe Orthodoxe kathedraal